# Condado de Bent
O Condado de Bent é um dos 64 condados do Estado americano do Colorado. A sede do condado é Las Animas, e sua maior cidade é Las Animas. O condado possui uma área de 3 991 km² (dos quais 70 km² estão cobertos por água), uma população de 5 998 habitantes, e uma densidade populacional de 2 hab/km² (segundo o censo nacional de 2000). O condado foi fundado em 6 de fevereiro de 1884.